# Strath Point
Der Strath Point (in Argentinien und in Chile Cabo Lagrange) ist eine niedrige und vereiste Landspitze, die das südliche Ende der Brabant-Insel im Palmer-Archipel westlich der Antarktischen Halbinsel bildet.
Teilnehmer der Belgica-Expedition (1897–1899) des belgischen Polarforschers Adrien de Gerlache de Gomery nahmen eine grobe Kartierung der Landspitze vor. Luftaufnahmen, welche die Hunting Aerosurveys Ltd. zwischen 1956 und 1957 anfertigte, dienten 1959 einer Kartierung. Das UK Antarctic Place-Names Committee benannte sie am 23. September 1960. Die Benennung ist der aus der schottisch-gälischen Sprache entliehenen Bezeichnung Strath für ein großes, weites Tal bzw. für einen flachen Landstrich am Meer angelehnt. Die in Argentinien und Chile gültige Benennung geht die ursprüngliche Benennung der benachbarten Landspitze Punta Camus als Cap Lagrange zurück. Namensgeber ist der belgische Mathematiker und Astronom Charles Henri Lagrange (1851–1932), ein Mitglied der Kommission zur Belgica-Expedition (1898–1900).